# Gu-Guガンモ
『GU-GUガンモ』（グーグーガンモ）は、細野不二彦による日本の漫画。『週刊少年サンデー』（小学館）において、1982年19号から1985年16号まで連載された。単行本は全12巻。
テレビアニメ化され、1984年から1985年にかけて放送された。

## あらすじ
「空を飛べども鳥でなく、人語を解せど人でなく、しかしてその実体は…!?」とまるで多羅尾伴内のようなセリフとともに、捨てられた巨大な卵から現れた、ニワトリのような風貌をもつ、スニーカーを履いたニワトリモドキの生物。佃家の母親に、長女つくね・長男半平太（あだ名：ハンペン）ときて、「ニワトリモドキ」→（おでんネタにかけて）「ガンモドキ」→「ガンモ」と名づけられ、そのままペットとして居候することに。ガンモを中心として、男勝りな外人娘・リンダ・スカイラーク、最強で横暴だが心根は優しいガキ大将・西郷としみつ、その西郷とよく一緒につるんでいる秀才少年・藤田カシオ、半平太の憧れだが実はイジワルで身勝手な市ヶ谷あゆみ、そのペットのデジャブーなど、半平太の友人たちらがおりなすドタバタギャグ漫画。
ガンモの出自をめぐる謎はシリーズ通じての縦糸となったが、原作とアニメ版ではそれぞれ異なる展開・ラストを迎えた。これは、原作ラストの「ガンモがかわいそう」という意見が子供たちから多く寄せられ、より多くの子供たちが観るアニメでは明るいエンディングに変えたと言われている。ただし、アニメ漫画共に同じ時期に終わっていることに併せ、終了直後のアニメ版関係者のコメントで「最終回は細野不二彦の許可で原作と無関係に製作され、アニメ版関係者はアニメ版最終回完成後に漫画版最終回を読んだ」という記述がある。

## 登場人物

### 佃家
ガンモ
声 - 杉山佳寿子
本作の主人公。巨大な卵の中から生まれた卵形の体型、頭に赤いとさかが付いたニワトリモドキの生物。一人称は「ボク」。原作・アニメともに「ボク」が「ボカァ」に変化することもよくあるが、基本的に言葉使いは非常に丁寧。
ニワトリと違って空を飛べる。ゆっくりしたスピードでしか飛べない上に高所恐怖症のため低空しか飛ばない。ガンモが履いているスニーカーは、空を飛ぶときのバランスを保つためのちょうどよいウェイトをもつ特別製であり、一度スニーカーをなくしたときに普通のスニーカーを履いたことがあるが、ひっくりかえってしまい飛び立つことができなかった。半平太が飼い主となってからは、半平太の家に居候することになる。好物はコーヒー。しかしコーヒーの成分が人間にとってのアルコール摂取に酷似しており、酩酊するとかなりの酒乱(コーヒー乱)である。また、とさかを触られると、全身の体の力がなくなってしまう。完璧ではないが変身能力がある。毎回「ケッコー、〇〇もどき～！変身～！」と叫んで、宙返りをして変身する（アニメ版のみ、当時のロボットアニメ人気を反映し、スペースシャトル型から変形するガンモそっくりのメカガンモが登場（玩具展開はなし））。 数々の鳥の仲間がいる。謎の金の鳥さん（正体は鳳凰）との関わりが後半になるにつれて深くなり、弱点だった高所恐怖も治りどこへでも飛べるようになる。
原作の最終回では、その正体は鳳凰の卵であったことが明かされ最終話で孵化の時を迎え、別れを告げるガンモに半平太が抱き着いた事でガンモは破裂。無数のヒナたちが天に飛び立ち、ガンモに関する記憶は消されるラストとなった。
アニメ版最終回では、天界の王子であったことが明かされ、お別れパーティーを経て天へ帰って行くも、「太り過ぎ、醜い」と母である女王に修行のやり直しを命じられ半平太たちのもとへ戻る。
佃 半平太（つくだ はんぺいた）
声 - 田中真弓
本作のもう一人の主人公。通称ハンペン。一人称は「俺」。小学3年生。頼りなく気弱で目立たないが落ちこぼれというわけでもない普通の男の子。ガンモの卵を拾ったことでさまざまな騒動に巻き込まれる。また、ガンモを利用するエピソードも多く、自分がピンチに立たされると態度が一変する。根は非常に優しく、友達思い。ガンモが仲間に捕まったときには、精神ボロボロになりながらもガンモの名を叫びながら全力で助けに走った。
あゆみのことが大好きだが想いは通じず無視され続けている。
佃 つくね（つくだ つくね）
声 - 大塚智子
半平太の姉で中学生。かなり粗暴な性格で、半平太に毎度「スペシャルタマくだき」と称した電気あんまをしている。ただ、ガンモと勘違いしてスペシャルタマくだきを（一度だけであるが）あゆみにやってしまい、顔面蒼白となったことがあった。
佃家のパパ
声 - 千葉繁
半平太とつくねの父。
佃家のママ
声 - 吉田理保子
半平太とつくねの母。

### 市ヶ谷家と関係者
市ヶ谷 あゆみ（いちがや あゆみ）
声 - 高橋美紀
半平太の隣宅に引っ越してきた大金持ちのお嬢様。一人称は「私」。美少女で半平太の憧れの的。外面こそいいが、実際は腹黒く、わがままで意地悪、身勝手で慇懃無礼な性格。ヤキイモが好物。またかなりの音痴であり、その場にいたリンダに音痴が伝染するほど。しかしアニメでは音痴を克服してアイドルのように歌っている。ガンモのことは「ガンモさん」と呼ぶ。また一度だけだが、半平太の姉・つくねにガンモと間違われ、スペシャルタマくだきをやられてしまった。リンダにそのぶりっこの裏のどす黒さや性格の悪さも見破られている。
市ヶ谷家のばあや
声 - 八奈見乗児
あゆみの祖母。あゆみの教育を両親から任されているが、過激なスパルタ教育やお仕置きで恐怖に陥れ、あゆみの性格が歪んだ原因でもある。型破りな登場でいつもあゆみを悩ませている。派手なスクーターを乗り回して暴れまわることがある。
あゆみの父
声 - 山下啓介
普段は普通の男性であるが、正体は「あかずのおばん」として、横断歩道で女装して「みどりのおばさん」の姿で無断歩行を取り締まっている。その目的は不気味であり常に謎で、普通のみどりのおばさんではなくこのおばさんのおかげでガンモを含め子供たちはひどい目にあっている。だれもあゆみの父が正体だとは気がついていない。身だしなみは常に紳士の姿でエリートだが、おばさんの姿に変わると性格も行動も別人のようになる。行動は常に怪しく、謎めいている得体の知れない所がある不気味な存在。ばあやですらその正体は知らない。
デジャブー
声 - 千葉繁
あゆみのペットであるカラス。一人称は「俺」または「俺様」。ガンモのケンカ友達。いつも突然現れては騒々しく喋り散らす。普段は見栄っ張りで攻撃的な性格で口が悪い。退屈しのぎにいつものろまなガンモをからかっては楽しんでいる。ガンモの事を普段はけなしつづけてはいるが、内心では一人ぼっちであり寂しがり屋。ガンモの事は普段は「ブサイク」と呼ぶ。飛ぶことに関してはプライドがあり、スピードでは誰にも負けないと自負している。性格はいじわるだがどこか抜けており、根は優しくガンモが病気のときは看病をした。「アホー」あるいは「アッホー」と鳴く。あゆみには言葉が通じないため、手紙で気持ちを伝えようとしたが捨てられてしまうなど、ことごとく失敗に終わっている。
おしん
声 - 藤田淑子
田舎から出てきた田舎チームの一人で巨体の少女（細身の体型にチェンジすることもある）。一人称は「オラ」。西郷を「ダーズン」と呼び一目ぼれしたが、その行為が西郷にとって想像を絶する恐怖を与えることになってしまう。終盤で寂しさと西郷に会いたい一心から田舎から半平太たちの街にやってくる。
パンツ
おしんの友人の一人で、田舎チームのリーダ格の威張っているおかっぱ頭の少女。一人称は「オラ」。あゆみをお嬢様と呼び、いつもあゆみの別荘の厄介になっている。語尾に「～だべ」とつけて話す根っからの田舎者の少女。都会の人間には敵対心を持っており、「ダセエ」という言葉を嫌うことからリンダたちを標的にしたことがある。キャンプでやってきた半平太たちに攻撃をしかけたり、リンダたちに白トラ柄のパンツをまともに見せたりした。試合のときにノーパンで出て大恥をかいた。
500円
大きな500円ハゲがあることからパンツや仲間に500円と呼ばれている。田舎チームでは、半平太の位置づけにあたる人物。ガンモに出会ったときはさすがにパニックになっていた。
スダレ
カシオに「こいつ…できる」と唸らせた、田舎チームの自称天才。半平太チームにおけるカシオの立場になる人物。実力はたいしたこともないのに、常に偉そうな態度で振舞っている。カシオにライバル心を燃やす。

### スカイラーク家と関係者
リンダ・スカイラーク
声 - 三田ゆう子
アメリカからやってきた勝気な少女。一人称は「オレ」。金髪碧眼だが江戸っ子口調の日本語を喋り、「ダッセーーーーーー!」 と絶叫する口癖がある。スポーツ好きで活発な少女。父、母と3人暮らしでマンション住まいであり、日曜日には家族で教会に「お祈り」に通っている。根は非常に優しい。ガンモに対しても優しいが、普段はデジャブーと同様「ブサイク」と呼ぶ。また、一度だけの登場だが、年の離れた姉がいる。
あゆみとはトラブルが絶えないライバル関係にあるが、反発し合いながらも不思議と気が合い、友情が成り立っている。髪型があゆみに似ているのがコンプレックス。一度だけあゆみの家にホームステイをして、あゆみに野外授業などの英語やローラースケートの特訓をさせたことがある。
ドロシー・スカイラーク
声 - 吉田理保子
リンダの姉。リンダと違って日本語は堪能ではない。「DASEE！」「オナカスイタ」「なめたらいかんぜよ！」くらいしか話せない。
デービット・スカイラーク
声 - 矢田耕司
リンダの父。サラリーマン。仕事は真面目だが、リンダと同じく口が悪く喧嘩っ早く、いつも傷をつけて帰ってくる。リンダとは母国語の英語でコミュニケーションをとるときもある。
ジェーン・スカイラーク
リンダの母。夫婦共働き。やや片言の日本語を喋り、「～のコトよ」や「～のコトね」が口癖。ボロボロで傷だらけで帰ってくるリンダの事をいつも心配している。

### 大江戸小学校
西郷 敏満（さいごう としみつ）
声 - 塩沢兼人
学校で番を張るいわゆるガキ大将。一人称は「俺」。かなり横暴だが、ときには優しさを見せることもある。実は「白いものが汚れているのを見ると徹底的に磨かずにはいられない」という重度の潔癖症で、掃除の類は一切手を抜かないほか、泥遊びの類が全く出来ない。
自分と同じ体格のおしんが唯一の天敵で、彼女が現れると絶叫と共に一目散に逃げ出してしまう。
「フン」というのが特徴で口癖。鼻息で金魚すくいを攻略する特技がある。めり子（声 - 頓宮恭子）という顔がそっくりな妹がいる。
藤田 カシオ（ふじた かしお）
声 - 水島裕
クラスの委員長で、成績もトップクラス。一人称は「僕」。西郷にいつもいじめられている。背広とネクタイがトレードマーク。塾で1位の少女と張り合ったことがあるほどの優等生だが、ガンモを未発見の生物と考えて発表して名声を得ようとしたり、やや騙されやすい抜けたところもある。
松任谷 弓子（まつとうや ゆみこ）
声 - 雨宮かずみ→小宮和枝
「納豆屋」とクラスメートにからかわれている青髪の少女。根は暗く陰険で、負けん気の強い性格。いつも仲間2人と3人組でつるんでリンダやあゆみにちょっかいを出している。
ケンちゃん
通称「嘘つきケンちゃん」として、小学校で恐れられ、忌み嫌われている存在。にこやかでさわやかな顔して騙すので、クラスメイトたちはひどい目にあっている。本当のことのようにズバズバ言うので、引越しのときも半平太の仲間ほぼ全員が騙され、デートのときもあゆみがまんまと騙されてしまった。
東条（とうじょう）
声 - 堀川亮

浅草 紀子（あさくさ のりこ）
声 - 鶴ひろみ

蔵前（くらまえ）
声 - 小林通孝

校長
声 - 大竹宏

教頭
声 - 千葉繁

### 大江戸中学校
赤坂（あかさか）
声 - 塩屋翼

諸井（もろい）
声 - 富山敬

旭川ツトム
声 - 大塚芳忠

### ガンモの鳥仲間
ゴインノウ
声 - 田の中勇
ガンモたち鳥族の長のフクロウ。突然現れてくだらない洒落で周囲をいつも寒くしているが、受けないと「ワシの時代は終わった」と締め、笑ってごまかす。フクロウであるため、昼間はほとんど目が見えていないうえ年のせいで物忘れがひどく、忘れていたことも笑ってごまかす。
スケさん
声 - 小林通孝
ゴインノウの横に待機しているミミズクの家来の一人。決め台詞で周囲の目を引く引き立て役。
カクさん
声 - 堀秀行
もう一人の家来。
横車の弥七
声 - 銀河万丈
「なー」としか言わない口癖が特徴。常にスローモーションでおっとりとしており、鳥の間では普通に話すこともできる。背中に畳んだ傘をいつも持ち歩き、さまよい歩いている。ずんぐりした体に長い嘴と青い体が特徴。
アキラ
声 - 龍田直樹
タンチョウヅルのアキラ。一人称は「アッシ」または「オイラ」。頼りない飛び方だが、ガンモのことをやたら尊敬している。「ヒベリア」など「シ」が「ヒ」というようになまっている喋りかたが特徴。原作では片面アイパットをしており攻撃的で野蛮な感じだったがアニメではアイパットは変更されて両目見えるようになっている。アニキと呼びガンモの家来のような存在。

## テレビアニメ
同じ細野不二彦原作である『さすがの猿飛』の放送終了後、『猿飛』と同じ枠のフジテレビの毎週日曜日19:00 - 19:30枠に於いて、1984年3月18日から1985年3月17日まで放送された。全50回。上述の枠では、『燃えろアーサー 白馬の王子』以来、4年ぶりの東映動画作品であり、東映動画名義では本作が最後となった。
基本的には「1回2話」であるが、「1回1話」もしくは「2本立てだが、AパートとBパートの内容が繋がっている話」のエピソードもいくつか放送された。タイトル読み上げは常に半平太で、予告編は常にガンモが担当している。エンディングは歌詞の1番が放送されたが、劇場版では2番が採用されている。

### スタッフ
- 原作 - 細野不二彦
- 企画 - 岡正（フジテレビ）、片岡義朗（旭通信社）
- 音楽 - 小笠原寛
- キャラクターデザイン - 香西隆男（名目上のクレジットで、実際は井上俊之と梶島正樹が担当）[18]
- 美術デザイン - 山本善之
- シリーズディレクター - 新田義方
- プロデューサー - 横山賢二（東映動画）
- 製作担当 - 佐々木章、中尾嘉伸
- 編集 - 花井正明
- 録音 - 二宮健治、蔵本貞司
- 効果 - 新井秀徳（フィズサウンドクリエイション）
- 選曲 - 宮下滋
- オーディオディレクター - 小松亘弘
- 演出助手・製作進行 - 堀川和政、鈴木元、松沢正一、石橋康全、渡辺美和子、佐藤直人、渡辺一哉、吉村文宏、宍戸正仁
- 録音スタジオ - タバック
- 現像 - 東映化学
- 制作 - 旭通信社、東映

### 主題歌
下記2曲を収録したEPレコードは、キャニオン・レコードから発売（2曲とも、後にCDとして復刻）。
オープニングテーマ - 『ガンモ・ドキッ!』
歌 - スージー・松原 / 作詞・作曲 - 森雪之丞 / 編曲 - 戸田誠司 / 演奏 - 雪之丞シンジケート
曲調は当時イギリスを中心に流行していたファンカラティーナである。
エンディングテーマ - 『ヒョコポン関係』
歌 - スージー・松原 / 作詞・作曲 - 森雪之丞 / 編曲 - 戸田誠司 / 演奏 - 雪之丞シンジケート

#### カバー
- 後藤邑子 - 2010年のアニソンカバーアルバム「ごとそん」に収録。

### 各話リスト
| 話数   | 放送日         | サブタイトル                                    | 脚本       | 演出 （コンテ）       | 作画監督          | 美術       |
| ------ | -------------- | ----------------------------------------------- | ---------- | --------------------- | ----------------- | ---------- |
| 第1話  | 1984年 3月18日 | なんだ? どうした!? 不思議なガンモ登場           | 藤川桂介   | 永丘昭典              | 香西隆男          | 海老沢一男 |
| 第1話  | 1984年 3月18日 | つくねにハンペンだからガンモ                    | 藤川桂介   | 永丘昭典              | 香西隆男          | 池田祐二   |
| 第2話  | 3月25日        | ガンモ小学校へゆく                              | 戸田博史   | 新田義方              | 西城隆詞          | 佐貫利勝   |
| 第2話  | 3月25日        | 見ちゃった紀子先生のコアラパンツ                | 戸田博史   | 新田義方              | 西城隆詞          | 宮前光春   |
| 第3話  | 4月1日         | コーヒー持ってこ〜い                            | 武上純希   | 池田裕之              | 山口泰弘          | 田中資幸   |
| 第3話  | 4月1日         | あゆみちゃんちのおしゃれデジャブー!             | 武上純希   | 池田裕之              | 西山里枝          | 伊藤英治   |
| 第4話  | 4月8日         | ガキ大将? おれはそうじのプロだから              | 戸田博史   | 川田武範              | 河村信道          | 佐貫利勝   |
| 第4話  | 4月8日         | ゴインノウさま登場                              | 戸田博史   | 川田武範              | 河村信道          | 鹿野良行   |
| 第5話  | 4月15日        | なに!? コーヒー飲んだらガンモがきえた           | 柳川茂     | 新田義方              | 西城隆詞          | 田中資幸   |
| 第5話  | 4月15日        | デジャブーのああ恋よ来ーい                      | 柳川茂     | 新田義方              | 西城隆詞          | 佐貫利勝   |
| 第6話  | 4月22日        | え!? ガンモがだるまでダルマががんも!?           | 藤川桂介   | 池田裕之              | 北原健雄          | 鹿野良行   |
| 第6話  | 4月22日        | わたしはドール                                  | 藤川桂介   | 池田裕之              | 志田正博          | 鹿野良行   |
| 第7話  | 4月29日        | あゆみちゃんちのおばあちゃん                    | 武上純希   | 永丘昭典              | 井上俊之          | 沢田隆夫   |
| 第7話  | 4月29日        | なんと!! リンダのいとこは金髪グラマー           | 武上純希   | 永丘昭典              | 井上俊之          | 佐貫利勝   |
| 第8話  | 5月6日         | 女の子がいっぱい! 潜入あゆみの学園!!            | 武上純希   | 池田裕之 （遠藤克己） | 西山里枝          | 鹿野良行   |
| 第8話  | 5月6日         | 半平太の非常事態                                | 武上純希   | 池田裕之 （遠藤克己） | 山口泰弘          | 鹿野良行   |
| 第9話  | 5月13日        | えっ! デジャブーのプロボーズ大作戦!?            | 柳川茂     | 新田義方              | 水村十司          | 田中資幸   |
| 第9話  | 5月13日        | 走れ半平太!!                                    | 藤川桂介   | 新田義方              | 水村十司          | 佐貫利勝   |
| 第10話 | 5月20日        | 宿題大好き! やりましょう                        | 戸田博史   | 川田武範              | 河村信道          | 鹿野良行   |
| 第10話 | 5月20日        | ブリッ子戦争!! あゆみVSナットー娘               | 戸田博史   | 川田武範              | 河村信道          | 鹿野良行   |
| 第11話 | 5月27日        | あゆみの秘密!? しゃべると許しませんわ           | 土屋斗紀雄 | 池田裕之              | 星野絵美          | 田中資幸   |
| 第11話 | 5月27日        | るんるんテスト地獄                              | 土屋斗紀雄 | 池田裕之              | 伊東誠            | 佐貫利勝   |
| 第12話 | 6月3日         | ニャンニャン大パニック!!                        | 武上純希   | 江幡宏之              | 北原健雄          | 鹿野良行   |
| 第12話 | 6月3日         | ハンペンの大逆襲!! つくねの秘技を破れ           | 武上純希   | 江幡宏之              | 大森利之          | 鹿野良行   |
| 第13話 | 6月17日        | ボクの愛したスニーカー                          | 戸田博史   | 堀川和政 （遠藤克己） | 志田正博          | 佐貫利勝   |
| 第13話 | 6月17日        | またまたブリッ子戦争! アイドルは私よ            | 戸田博史   | 堀川和政 （遠藤克己） | 志田正博          | 山本善之   |
| 第14話 | 6月24日        | ガンモVSジョーズ!? サマービーチの対決           | 武上純希   | 新田義方              | 西城隆詞          | 鹿野良行   |
| 第14話 | 6月24日        | つくねのボーイフレンド                          | 武上純希   | 新田義方              | 西城隆詞          | 鹿野良行   |
| 第15話 | 7月1日         | 新任教師のハチャメチャ家庭訪問なのだ            | 藤川桂介   | 池田裕之              | 今沢恵子          | 佐貫利勝   |
| 第15話 | 7月1日         | サイゴーに手を出すな                            | 柳川茂     | 池田裕之              | 今沢恵子          | 山本善之   |
| 第16話 | 7月8日         | 注意一秒! ケガ一生!! この道危険なのだ           | 土屋斗紀雄 | 高山秀樹              | 山口泰弘          | 鹿野良行   |
| 第16話 | 7月8日         | 不幸なおくりもの                                | 土屋斗紀雄 | 高山秀樹              | 西山里枝          | 鹿野良行   |
| 第17話 | 7月15日        | ガンモの恋の橋わたし!!                          | 戸田博史   | 川田武範              | 河村信道          | 鹿野良行   |
| 第17話 | 7月15日        | 激突三人娘! 夏祭りの夜はこわいよ                | 戸田博史   | 川田武範              | 河村信道          | 鹿野良行   |
| 第18話 | 7月22日        | とびだせ夏休み!! 昆虫採集はたいへん             | 武上純希   | 新田義方              | 水村十司          | 佐貫利勝   |
| 第18話 | 7月22日        | むし歯をやっつけろ!!                            | 武上純希   | 新田義方              | 水村十司          | 佐貫利勝   |
| 第19話 | 8月5日         | イモVSダッセー!! 死闘キモダメシ!                | 土屋斗紀雄 | 江幡宏之              | 北原健雄          | 鹿野良行   |
| 第19話 | 8月5日         | ふしぎの村のカゲの支配者                        | 土屋斗紀雄 | 江幡宏之              | 大森利之          | 鹿野良行   |
| 第20話 | 8月12日        | 高い恐〜い! ガンモの弱点                        | 戸田博史   | 高山秀樹              | 志田正博          | 金箱良成   |
| 第20話 | 8月12日        | あゆみの大脱走! せまりくるバアさん!!            | 戸田博史   | 高山秀樹              | 志田正博          | 佐貫利勝   |
| 第21話 | 8月19日        | な〜んにもおぼえてない!?                        | 武上純希   | 永丘昭典              | 今沢恵子          | 鹿野良行   |
| 第21話 | 8月19日        | ガンモはようかい!? 幼稚園は大さわぎ!!           | 武上純希   | 永丘昭典              | 井上俊之          | 鹿野良行   |
| 第22話 | 8月26日        | おしんの心はチクチクなの…                       | 土屋斗紀雄 | 川田武範              | 河村信道          | 壇久美子   |
| 第22話 | 8月26日        | おしんVSサイゴー! 愛と憎しみの激突!!            | 土屋斗紀雄 | 川田武範              | 河村信道          | 井出智子   |
| 第23話 | 9月2日         | ひょこぽん遠足! おさるさんがルンルン!!          | 戸田博史   | 江幡宏之              | 山口泰弘          | 鹿野良行   |
| 第23話 | 9月2日         | ボクは知らないーっと                            | 戸田博史   | 江幡宏之              | 西山里枝          | 鹿野良行   |
| 第24話 | 9月9日         | すごいですね!! ガンモ百万円で犬になる           | 武上純希   | 新田義方              | 西城隆詞          | 佐貫利勝   |
| 第24話 | 9月9日         | ガンモをたすけ出せ!!                            | 武上純希   | 新田義方              | 西城隆詞          | 佐貫利勝   |
| 第25話 | 9月16日        | ガンモでメチャクチャ! 美しき姉弟愛!!            | 星山博之   | 高山秀樹              | 北原健雄          | 鹿野良行   |
| 第25話 | 9月16日        | ブローチを探せ!                                 | 星山博之   | 高山秀樹              | 大森利之          | 鹿野良行   |
| 第26話 | 9月23日        | ハ・ハクション! ガンモが病気?                   | 戸田博史   | 永丘昭典              | 今沢恵子          | 鹿野良行   |
| 第26話 | 9月23日        | リンダVSブリッコ!! ついにきた運動会             | 武上純希   | 永丘昭典              | 井上俊之          | 鹿野良行   |
| 第27話 | 9月30日        | 天才画家ガンモ                                  | 武上純希   | 川田武範              | 志田正博          | 下川忠海   |
| 第27話 | 9月30日        | お願いしま〜す! 赤い羽根にご協力を!!            | 戸田博史   | 川田武範              | 志田正博          | 佐貫利勝   |
| 第28話 | 10月7日        | ズバリ! あゆみのボーイフレンド決定!?            | 土屋斗紀雄 | 池田裕之              | 西山里枝          | 佐貫利勝   |
| 第28話 | 10月7日        | 歌のテストは私におまかせ!                       | 土屋斗紀雄 | 池田裕之              | 水村十司          | 佐貫利勝   |
| 第29話 | 10月14日       | ガンモにかくし子!? 子育て大パニック!!           | 武上純希   | 高山秀樹              | 山口泰弘          | 鹿野良行   |
| 第29話 | 10月14日       | スリルとサスペンス! あゆみ名探偵                | 武上純希   | 高山秀樹              | 山口泰弘          | 鹿野良行   |
| 第30話 | 10月21日       | 暗闇でドッキリ!! ふしぎ不思議メガネ!!           | 戸田博史   | 新田義方              | 水村十司          | 佐貫利勝   |
| 第30話 | 10月21日       | 散髪は芸術だ                                    | 戸田博史   | 新田義方              | 水村十司          | 佐貫利勝   |
| 第31話 | 10月28日       | 不幸な子!? カシオのミノ虫地獄!!                 | 土屋斗紀雄 | 池田裕之              | 志田正博          | 鹿野良行   |
| 第32話 | 11月4日        | ぴょこん!! カエルとガンモはおともだち           | 武上純希   | 堀川和政 （遠藤克己） | 金津賀博          | 佐貫利勝   |
| 第32話 | 11月4日        | かえってきたワタリドリ                          | 武上純希   | 堀川和政 （遠藤克己） | 大森利之          | 佐貫利勝   |
| 第33話 | 11月11日       | アルバイトを探せ                                | 武上純希   | 永丘昭典              | 今沢恵子          | 鹿野良行   |
| 第33話 | 11月11日       | すき!! きらい?! ウソつきケンちゃんの恋          | 武上純希   | 永丘昭典              | 井上俊之          | 鹿野良行   |
| 第34話 | 11月18日       | 事件ですよ! ガムガム迷探偵                      | 戸田博史   | 高山秀樹              | 水村十司          | 佐貫利勝   |
| 第34話 | 11月18日       | いけない遊び!? あかずのおばんの逆襲!            | 戸田博史   | 高山秀樹              | 西山里枝          | 佐貫利勝   |
| 第35話 | 11月25日       | いのちと1000円どっちがだいじ!?                  | 土屋斗紀雄 | 堀川和政              | 山口泰弘          | 鹿野良行   |
| 第35話 | 11月25日       | OH!! 神様ゆるして!                              | 土屋斗紀雄 | 堀川和政              | 山口泰弘          | 鹿野良行   |
| 第36話 | 12月2日        | 禁酒禁煙禁コーヒー                              | 武上純希   | 新田義方              | 西城隆詞          | 佐貫利勝   |
| 第36話 | 12月2日        | あついけどさむい!? 恐怖のがまん大会             | 武上純希   | 新田義方              | 西城隆詞          | 佐貫利勝   |
| 第37話 | 12月9日        | 何がでるかな? オバケ用心火の用心!!              | 星山博之   | 池田裕之              | 志田正博          | 鹿野良行   |
| 第37話 | 12月9日        | トリの名誉をとり返せ!                           | 星山博之   | 池田裕之              | 志田正博          | 鹿野良行   |
| 第38話 | 12月16日       | 冬だ! スキーだ! 三人娘のデス・マッチ            | 戸田博史   | 高山秀樹              | 石黒育            | 佐貫利勝   |
| 第38話 | 12月16日       | カシオの通信簿デート                            | 戸田博史   | 高山秀樹              | 星野絵美          | 佐貫利勝   |
| 第39話 | 12月23日       | みんな集合! クルシミマス・パーティー            | 土屋斗紀雄 | 永丘昭典              | 井上俊之          | 鹿野良行   |
| 第40話 | 1985年 1月6日  | 新春特別企画バカ殿ガンモとあんこ姫物語          | 土屋斗紀雄 | 川田武範              | 水村十司          | 佐貫利勝   |
| 第41話 | 1月13日        | 宿命の対決! 恐怖の雪中バトルロイヤル            | 武上純希   | 池田裕之              | 山口泰弘          | 鹿野良行   |
| 第41話 | 1月13日        | 大バーゲンは戦場だ!                             | 武上純希   | 池田裕之              | 山口泰弘          | 鹿野良行   |
| 第42話 | 1月20日        | メカガンモ出動! ブルドッグ軍団をたたけ          | 土屋斗紀雄 | 新田義方              | 西城隆詞          | 佐貫利勝   |
| 第43話 | 1月27日        | ガンモの宇宙戦争! トサカ帝国の逆襲!!            | 戸田博史   | 遠藤勇二 （高山秀樹） | 志田正博          | 鹿野良行   |
| 第44話 | 2月3日         | 節分大好き!? カゲで糸ひくナットー娘!!           | 武上純希   | 池田裕之              | 下田正美          | 佐貫利勝   |
| 第44話 | 2月3日         | スイカの食べ方A・B・C…                          | 武上純希   | 池田裕之              | 小林まゆみ        | 佐貫利勝   |
| 第45話 | 2月10日        | 秘（まるひ）ドッキリ!! ガンモのフォーカス大作戦 | 武上純希   | 永丘昭典              | 井上俊之          | 鹿野良行   |
| 第45話 | 2月10日        | ヤマトなでしこVSじゃじゃ馬娘!!                  | 武上純希   | 永丘昭典              | 梶島正樹          | 鹿野良行   |
| 第46話 | 2月17日        | ムス!! 男はだまって勝負です!!                   | 武上純希   | 遠藤克己 堀川和政     | 水村十司          | 佐貫利勝   |
| 第46話 | 2月17日        | SOS! みんなで倒せ意地悪まねき猫レオ             | 武上純希   | 遠藤克己 堀川和政     | 伊東誠            | 佐貫利勝   |
| 第47話 | 2月24日        | 大盗賊参上!! ガンモの金庫いただきます           | 武上純希   | 新田義方              | 後藤隆幸 水村十司 | 鹿野良行   |
| 第48話 | 3月3日         | 春だ! 飛びだせ! シェイプアップ大作戦            | 星山博之   | 池田裕之              | 志田正博          | 佐貫利勝   |
| 第48話 | 3月3日         | 私がうわさの桃色美人                            | 星山博之   | 池田裕之              | 志田正博          | 佐貫利勝   |
| 第49話 | 3月10日        | 秘技連発! ガンモの爆笑すもう大会!!              | 武上純希   | 遠藤克己 堀川和政     | 小林まゆみ        | 山本善之   |
| 第50話 | 3月17日        | ウソ! ヤダ! ダメ! 涙のお別れパーティー          | 土屋斗紀雄 | 新田義方              | 後藤隆幸          | 佐貫利勝   |

### ネット局
※放送日時は個別に出典が提示してあるものを除き1985年2月時点、放送系列は放送当時のものとする。
| 放送地域       | 放送局         | 放送日時                                                           | 放送系列                                     | 備考   |
| -------------- | -------------- | ------------------------------------------------------------------ | -------------------------------------------- | ------ |
| 関東広域圏     | フジテレビ     | 日曜 19:00 - 19:30                                                 | フジテレビ系列                               | 制作局 |
| 北海道         | 北海道文化放送 | 日曜 19:00 - 19:30                                                 | フジテレビ系列                               |        |
| 秋田県         | 秋田テレビ     | 日曜 19:00 - 19:30                                                 | フジテレビ系列 テレビ朝日系列                |        |
| 宮城県         | 仙台放送       | 日曜 19:00 - 19:30                                                 | フジテレビ系列                               |        |
| 福島県         | 福島テレビ     | 日曜 19:00 - 19:30                                                 | フジテレビ系列                               |        |
| 新潟県         | 新潟総合テレビ | 日曜 19:00 - 19:30                                                 | フジテレビ系列                               |        |
| 富山県         | 富山テレビ     | 日曜 19:00 - 19:30                                                 | フジテレビ系列                               |        |
| 石川県         | 石川テレビ     | 日曜 19:00 - 19:30                                                 | フジテレビ系列                               |        |
| 福井県         | 福井テレビ     | 日曜 19:00 - 19:30                                                 | フジテレビ系列                               |        |
| 長野県         | 長野放送       | 日曜 19:00 - 19:30                                                 | フジテレビ系列                               |        |
| 静岡県         | テレビ静岡     | 日曜 19:00 - 19:30                                                 | フジテレビ系列                               |        |
| 中京広域圏     | 東海テレビ     | 日曜 19:00 - 19:30                                                 | フジテレビ系列                               |        |
| 近畿広域圏     | 関西テレビ     | 日曜 19:00 - 19:30                                                 | フジテレビ系列                               |        |
| 鳥取県・島根県 | 山陰中央テレビ | 日曜 19:00 - 19:30                                                 | フジテレビ系列                               |        |
| 岡山県・香川県 | 岡山放送       | 日曜 19:00 - 19:30                                                 | フジテレビ系列                               |        |
| 広島県         | テレビ新広島   | 日曜 19:00 - 19:30                                                 | フジテレビ系列                               |        |
| 愛媛県         | テレビ愛媛     | 日曜 19:00 - 19:30                                                 | フジテレビ系列                               |        |
| 福岡県         | テレビ西日本   | 日曜 19:00 - 19:30                                                 | フジテレビ系列                               |        |
| 佐賀県         | サガテレビ     | 日曜 19:00 - 19:30                                                 | フジテレビ系列                               |        |
| 熊本県         | テレビ熊本     | 日曜 19:00 - 19:30                                                 | フジテレビ系列 テレビ朝日系列                |        |
| 沖縄県         | 沖縄テレビ     | 日曜 19:00 - 19:30                                                 | フジテレビ系列                               |        |
| 青森県         | 青森テレビ     | 水曜 17:30 - 18:00                                                 | TBS系列                                      |        |
| 岩手県         | テレビ岩手     | 日曜 7:15 - 7:45                                                   | 日本テレビ系列                               |        |
| 山形県         | 山形テレビ     | 水曜 16:30 - 17:00（1985年3月まで）→ 水曜 6:00 - 6:30（1985年4月） | フジテレビ系列                               |        |
| 山梨県         | 山梨放送       | 木曜 17:00 - 17:30                                                 | 日本テレビ系列                               |        |
| 山口県         | 山口放送       | 月曜 17:15 - 17:45                                                 | 日本テレビ系列 テレビ朝日系列                |        |
| 長崎県         | テレビ長崎     | 木曜 17:30 - 18:00                                                 | フジテレビ系列 日本テレビ系列                |        |
| 宮崎県         | テレビ宮崎     | 木曜 17:30 - 18:00                                                 | フジテレビ系列 日本テレビ系列 テレビ朝日系列 |        |
| 鹿児島県       | 鹿児島テレビ   | 火曜 17:25 - 17:55                                                 | 日本テレビ系列 フジテレビ系列                |        |

### 劇場アニメ
『GU-GUガンモ』
- テレビアニメ最終回放送前日の1985年3月16日、「東映まんがまつり」で公開。上映時間：45分、配給：東映。
- 竹から生まれたガンモと桃から生まれた半平太が「桃太郎」になって、リンダ、西郷、カシオらが鬼の鬼ヶ島へ鬼退治に行こうとするも、突然あゆみやつくねがいる「竜宮城」に巻き込まれたり、一行が牛若丸や一寸法師になったり、「マッチ売りの少女」や「ジャックと豆の木」が出たり、しまいには宇宙戦争になったりと、和洋童話や宇宙SFがごちゃ混ぜになるというドタバタなストーリー。
- オープニング映像はTV版と同じだが、エンディング映像はオリジナル。またスタッフクレジットは双方とも、TV版の「手書き風ロゴ」（当時東映動画が使用）ではなく丸ゴシック体だが、オープニングのみの歌詞テロップは手書き風ロゴになっている。
- かつて「劇場版マジンガーシリーズ」を輩出した、フジ日曜19時台アニメの「まんがまつり」版は、1979年7月21日公開の『SF西遊記スタージンガー 悪夢のバリバリゾーン』（TVブロウアップ版）以来6年振りだが、本作が事実上最後となった。

スタッフ
- 制作総指揮：今田智憲
- プロデューサー：横山賢二
- 企画協力：岡正、片岡義朗
- 脚本：土屋斗紀雄
- 音楽：小笠原寛
- 撮影監督：玉川芳行
- 美術監督：鹿野良行
- 作画監督：井上俊之
- 製作担当：佐々木章
- 監督：永丘昭典
- 動画チェッカー：亀田真須美
- ゼログラフ：高橋章
- トレース：粕谷精作、根本圭子
- 彩色：スズキ義剛、寺崎優子
- 検査：塚田劭
- 特殊効果：平尾千秋
- 撮影：井上清行、渡辺英俊
- 編集：花井正明
- ネガ編集：岸真理
- 録音：蔵本貞司
- 録音助手：山田仁
- 音響効果：新井秀徳
- 選曲：宮下滋（ビモス）
- 記録：柴八千穂
- 仕上進行：西川晋
- 美術進行：鳥本武
- オーディオディレクター：小松亘弘
- 助監督：渡辺美和子
- 製作進行：鈴木利之
- 録音：タバック
- 現像：東映化学

挿入歌『リュウグウ・ショータイム』
- 作詞：冬杜花代子 / 作曲：小笠原寛 / 歌：星野アイ

同時上映
- 電撃戦隊チェンジマン
- とんがり帽子のメモル
- キン肉マン 正義超人vs古代超人

『メモル』のみTVブローアップ版、後は全て劇場用新作。
映像ソフト
- 2012年12月7日発売の「復刻! 東映まんがまつり 1985年春」（東映ビデオ）に、同時上映全作品と共に収録されている。